# 五大连池镇
五大连池镇，是中华人民共和国黑龙江省黑河市五大连池市下辖的一个乡镇级行政单位。

## 行政区划
五大连池镇下辖以下地区：
第一社区、第二社区、邻泉村、青泉村、龙泉村、湖区管理处和大庆农场村。

## 特产
五大连池矿泉水：中国地理标志产品。